# 三箇牧村
三箇牧村（さんがまきむら）は、かつて大阪府にあった村。現在の高槻市唐崎・唐崎北・唐崎中・唐崎南・唐崎西・玉川・玉川新町・西面北・西面中・西面南・三箇牧・三島江・柱本・柱本新町・柱本南町にあたる。

## 歴史
村名の三箇牧は、淀川右岸に設置された古代の近都牧を上・中・下に三分した伝承に由来する。江戸時代には摂津国島上郡柱本村において、淀川を航行する旅人らに食品を売るくらわんか舟と呼ばれる煮売船が起こった。また、西面村の北部（現・玉川）は歌枕の六玉川のひとつである摂津国三島の玉川にあたり、風物の卯の花は高槻市の市花に制定されている。

### 沿革
- 1889年（明治22年）4月1日 - 町村制施行により、島上郡唐崎村・西面村・三島江村・柱本村が合併して島上郡三箇牧村が発足。大字三島江に村役場を設置。
- 1896年（明治29年）4月1日 - 郡の統廃合により、三島郡に属する。
- 1955年（昭和30年）4月3日 - 高槻市に編入される。